# Diké
Diké (Δίκη – řecky spravedlnost) je thrácká moira – sudička, následně řecká bohyně spravedlnosti. Její matkou je bohyně zákonného pořádku Themis, otcem pak nejvyšší bůh Zeus.
Diké spolu s bohyní Themis stává při Diovi, když k výkonu soudcovské funkce zasedá na svůj trůn. Diké bývá uváděna jako dcera Themidina, dokonce jsou někdy i vzájemně zaměňovány.
Diké žaluje každou nespravedlnost, je ochránkyní míru, klidu a práva. Její dcerou je Hésychia – Klid. Sestry se jmenují Eunomia – Zákonnost a Eiréné – Mír. Při pronásledování jí pomáhaly též Aisa – Sudba a Poiné – Trest.
Bývá zobrazována jako mladá žena držící v jedné ruce váhy, v druhé meč. Toto zobrazení od ní přijala i římská Justitia, která je její obdobou v římské mytologii. Ta, jako symbol soudnictví, přetrvala dodnes.
První zmínku o Diké lze nalézt v dílech Hesioda.